# 逆滲透
逆滲透（英語：Reverse osmosis，简称RO）、反滲透，是一種淨化水的辦法。原理是利用滲透作用，將清水（低張溶液）和鹹水（高張溶液）置於一管中，中間以一支允許水通過的半透膜分隔開來，可見到水從滲透壓低（低張溶液）的地方流向滲透壓高（高張溶液）的地方。然若在高張溶液處施予力，則可見水由滲透壓高的地方流向滲透壓低的地方。逆滲透是“正滲透”的反向，通常比正滲透的自然過程，耗費更多的能量。正滲透分離技術，逐漸成為新趨勢。

## 原理
顧名思義，逆滲透濾膜技術就是利用滲透的方法來從海水中提取出純淨的飲用水。
滲透的英文“Osmosis”一詞來源於希臘文“Osmos”，意思是一種推動力。1748年，諾萊對滲透現象進行了研究，並首次作了實驗紀錄，發現用膀胱把水和酒精隔開後，水可以通過膀胱進入酒精，但酒精不能進入水。
根據科學的定義，滲透是某種溶劑通過半透膜（一種溶劑分子能通過，而溶質分子不能通過的薄膜）從低濃度到高濃度轉移的現象。通過那種被稱作“半透膜”的薄膜，我們可以對滲透現象看得更清楚。
半透膜是一種對透過物質有選擇性的薄膜。利用一张只准水分子透過，不許鹽分子透過的半透膜，將一個容器分成兩半。在膜的兩侧分別注入純水和含鹽水，讓兩側的高度一樣高。過了一段時間後，鹽水的液面升高，純水的液面下降，這是由於純水一側的水分子透過半透膜在向鹽水那側轉移。當滲透達到平衡時，鹽水一側的水柱高於純淨水一側的水柱，這種現象產生於所謂的“滲透壓”，這滲透壓的高低取決於鹽水濃度的高低。

### 重要特征
逆渗透能降低被处理水的总溶解固体（TDS），这是其他水处理原理所不具备的特征。逆滲透技术是目前水处理技术中最乾淨的，水中除水分子外無任何礦物質或金屬。導電性差。

### 技術分類
RO處理技術可分為「級（pass）式系統」和「段（stage）式系統」兩大類。
級（pass）式系統為RO模組一種連接型式，目的為提高脫鹽率及提高水質，缺點為產水率下降，因追求高水質，其淡化水再一次進入膜組中給予脫鹽濃縮，導致產水量相對下降，適用對水質要求較高的用水對象（如工業及高科技產業）。
段（stage）式系統為另一種RO模組連接型式，多段式即將RO模組串聯，處理後的濃鹵水回收再處理，目的為提高海淡水產水率，並減少濃排水排放量，缺點為脫鹽率降低，水質變差，因受後段的回收水質影響，故平均產水水質較級式系統低。

### 脱鹽率
脫鹽率等於脱去的鹽量與進水含鹽量的比值，即： 
脱鹽率（%）＝( 1 - 產水TDS/進水TDS )×100%
準確的脫鹽率要通過對產水和進水進行化學分析，測定相應的TDS 含量才能計算出来，但是這樣比較麻煩，一般採用電導率轉換為TDS 來計算脱鹽率。
具體的轉換公式如下： 
TDS = K × EC25
其中
TDS 單位是mg/L 即ppm
EC25 是經溫度校正到25℃的電導率，单位μs/cm
EC25 所有鹽類都當成NaCl 且不考慮CO2 的透過性

## 其他
滲透壓公式如下：
{\displaystyle P=iMRT}
其中
i為凡荷夫因子，其值視離子解離度而定
P為滲透壓，但若於其上施加壓力，則亦可算入其中
M為溶液的重量莫耳濃度
R為理想氣體常數
T為絕對溫度